# Thierry Alimondo
Thierry Alimondo, né le 22 juillet 1963 à Antony, est un joueur de water-polo français. 
Il dispute avec l'équipe de France de water-polo les Jeux olympiques d'été de 1988 à Séoul et les Jeux olympiques d'été de 1992 à Barcelone. Les Français terminent respectivement aux 10e et 11e places.
Il se reconvertit en 1999 en créant la société de distribution automatique d'articles de piscine Topsec Equipement, dont il est l'actuel PDG.